# The Gardeners Dictionary
The Gardeners Dictionary va ser una sèrie de referència àmpliament citada, 735 van ser escrites per Philip Miller (1691–1771), que tendia a centrar-se en plantes cultivades a Anglaterra. Vuit edicions de la sèrie es van publicar durant la seva vida. Després de la seva mort, va ser desenvolupat per George Don com A general system of gardening and botany. Founded upon Miller's Gardener's dictionary, and arranged according to the natural system (1831–1838).

## Edicions
| Any(s)               | Edició | Títol |
| -------------------- | ------ | --- |
| 1731 ampliat el 1735 | 1a     | The Gardeners Dictionary. Containing the Methods of Cultivating and Improving the Kitchen, Fruit and Flower Garden, as also the Physick Garden, Wilderness, Conservatory and Vineyard. ampliat el 1735 |
| 1741                 | 2a     | |
| 1748                 | 3a     | |
| 1754                 | 4a     | The Gardeners Dictionary. Containing the Methods of Cultivating and Improving All Sorts of Trees, Plants, and Flowers, for the Kitchen, Fruit, and Pleasure Gardens; As Also Those Which Are Used in Medicine. With Directions for the Culture of Vineyards, and Making of Wine, in England. In Which Likewise Are Included the Practical Parts of Husbandry. Abridged From the Last Folio Edition, by the Author, Philip Miller, ..., In Three Volumes... The Fourth Edition, Corrected and Enlarged. Reprinted 1969 |
| 1763                 | 5a     | |
| 1752                 | 6a     | The Gardeners Dictionary; Containing the Methods of Cultivating and Improving the Kitchen, Fruit and Flower Garden, as also, the Physick Garden, Wilderness, Conservatory and Vineyard. Interspers'd with the History of the Plants, the Characters of Each Genus, and the Names of all the Particular Species, in Latin and English, and an Explanation of all the Terms Used in Botany and Gardening. Abridged edition 1771 |
| 1759, 1764           | 7a     | |
| 1768                 | 8a     | The Gardeners Dictionary: Containing the Best and Newest Methods of Improving the Kitchen, Fruit, Flower Garden, and Nursery; As Also for Performing the Practical Parts of Agriculture: Including the Management of Vineyards, with the Methods of Making and Preserving Wine, According to the Present Practice of the Most Skilful Vignerons in the Several Wine Countries in Europe. Together With Directions for Propagating and Improving, From Real Practice and Experience, All Sorts of Timber Trees. The Eighth Edition, Revised and Altered According to the Latest System of Biology; and Embellished with Several Copper Plates, Which Were not in Some Former Editions. |